# SEAT
Сеат (шп. SEAT, S.A.) је шпански произвођач аутомобила са седиштем у Марторелу, Шпанија. Основана је 9. маја 1950. као холдинг у државном власништву.
Данас је у власништву немачке Фолксваген групације, као члан Ауди Бренд групе, заједно са Аудијем и Ламборгинијем, и производе возила са младалачким и спортском профилом.
Седиште Сеат се налази у Марторелу крај Барселоне. До 2000. године годишња производња је прешла 500.000 јединица, а до 2006. године је произведено преко 16 милиона возила од чега у Марторелију више од 6 милиона, при чему се три-четвртине годишње производње извози у преко седамдесет држава.
Име Сеат је раније био акроним за Sociedad Española de Automóviles de Turismo (Шпанска компанија за туристичка возила)

## Присуство на тржиштима
Током своје 60 година дуге историја, само од 1953. до 1965. Сеат је правио возила само за домаће тржиште. Тек 1965. године 150 возила је извезено у Колумбији авионским превозом. Две године касније постигнут је споразум са Фијатом који им је омогућио да извозе аутомобиле са лиценцом на трећа тржишта. 
Данас, компанија извози своје производе у преко 70 држава широм света. Основно тржиште се налази у Европи, а највећи тржишни успех ван Европе је постигнут на тржишту Мексика. 
Поред 40 држава Европе, Сеат се извози у 11 држава Азије, 16 држава Америке и на Северу Африке. 

## Историја

### Стварање Сеата
Шпанија је данас осма по броју произведених аутомобила и њено тржиште је међу највећима у Европи. Међутим, у првој половини 20. века, Шпанија је била заостала у односу на друге западноевропске државе. У овом периоду је постојало само пар мањих произвођача возила које су преузеле стране компаније при чему је Хиспано-Суиза била најуспешнија. Стране компаније су преузеле ове произвођаче и временом су они углавном склапали или увозили возила. 
Недостатак интереса за шпанским тржиштем након Шпанског грађанског рата омогућили су да се развије домаћа индустрија. Почеци Сеата почињу 22. јуна 1940. године када је шпанска банка заједно са индустријским компанијама основале Иберијско друштво за аутомобилски туризам са циљем да се успостави шпански масовни произвођач аутомобила у приватном власништву. Већ 3. јануара 1942. шпанска влада је интервенисала да то буде државна компанија. С обзиром да нису имали довољно искуства у масовној производњи покушали су да нађу страног партнера. Услед стагнације Европе и Другог светског рата, пројекат је одложен.
Дана 9. маја 1950. основан је Сеат са почетним капиталом од 600 милиона пезета (данашњих 3,6 милиона евра). Годину дана пре тога влада Шпаније је потписала уговор са Фијатом који је имао за циљ оживљавање шпанске ауто индустрије.
Почетне идеје за лоцирање компаније биле су Ваљадолид и Бургос али је одлучено да то буде у луци Барселоне због близине луке. 

### Партнерство са Фијатом
Прављење прве фабрике почело је 1950, а завршено је 5. јуна 1953. Први произведени аутомобил 13. новембра 1953. је био Сеат 1400 са таблицама B-87.223. Удео Фијата у Сеату је био 7%, а према уговору Сеат је правио аутомобиле искључиво за шпанско тржиште. Први Сеатов модел је сматран луксузним због своје цене и није био доступан просечном Шпанцу.
Уследиле су године у којима је Шпанија доживела велики економски успон а Сеат је био један од покретача. Сваке године је повећавана производња и Сеат је имао доминантну позицију на тржишту Шпаније. Године 1967. шпанска влада је са Фијатом потписала уговор по коме је дозвољен извоз аутомобила а удео Фијата је са 7% увећан на 32%. У наредним годинама, Сеат је кренуо у изградњу нове инфраструктуре са циљем стварања сопственог развоја и освајања нових технологија. Године 1971. годишња производња је порасла на 282.698 возила или 58% од укупне производње у Шпанији. 
Плодна сарадња са фијатом је трајала до почетка 80их година. Након нафтне кризе 70их и недостатка средстава за већа улагања и неспремности шпанске владе да настави протекционистичку политику против Џенерал моторса прекинута је даља сарадња и Фијат се 1982. у потпуности повукао. 
Након повлачења Фијата, шпанска влада је покренула разговоре са Фолксвагеном, Тојотом, Нисаном и Мицубишијем. Фолксваген је успео да направи кооперацију као и лиценцни споразум 20. септембра 1982. за производњу Фолксваген пасата и полоа у Шпанији. Дана 18. јуна 1986, Фолксваген је купио 51% акција Сеата, а 23. децембра је повећао удео на 75%. У децембру 1990. Фолксваген група је постала власник 99,99% акција

## Производња и продаја
Од 1953. године, Сеат је произвео 16 милион возила од чега је Сеат ибица био најуспешнији производ са 4 милиона произведених.
| модел                     | 1998    | 1999    | 2000    | 2001    | 2002    | 2003    | 2004    | 2005    | 2006    | 2007    | 2008    | 2009    | 2010    | 2011    |
| ------------------------- | ------- | ------- | ------- | ------- | ------- | ------- | ------- | ------- | ------- | ------- | ------- | ------- | ------- | ------- |
| Сеат марбеља              | 2,337   | —       | —       | —       | —       | —       | —       | —       | —       | —       | —       | —       | —       | —       |
| Сеат ароса                | 38,338  | 46,410  | 28,403  | 22,980  | 19,627  | 13,814  | 9,368   | —       | —       | —       | —       | —       | —       | —       |
| Сеат ми                   | —       | —       | —       | —       | —       | —       | —       | —       | —       | —       | —       | —       | —       | 990     |
| Сеат ибица                | 180,775 | 194,245 | 199,279 | 188,427 | 197,311 | 220,497 | 183,754 | 168,645 | 183,848 | 172,206 | 192,470 | 173,715 | 189,083 | 191,183 |
| Сеат инка                 | 17,226  | 19,221  | 16,328  | 15,207  | 11,802  | 7,982   | —       | —       | —       | —       | —       | —       | —       | —       |
| Сеат инка комби           | 7,708   | 8,573   | 5,534   | 5,316   | 3,879   | 2,150   | —       | —       | —       | —       | —       | —       | —       | —       |
| Сеат кордоба              | 108,749 | 111,894 | 97,685  | 78,770  | 58,646  | 59,348  | 46,821  | 37,568  | 31,058  | 29,747  | 20,439  | 4,861   | —       | —       |
| Сеат леон                 | —       | 6,080   | 93,123  | 91,939  | 93,606  | 96,536  | 90,850  | 98,130  | 126,511 | 120,630 | 96,761  | 66,368  | 79,462  | 80,736  |
| Сеат алтеа                | —       | —       | —       | —       | —       | —       | 67,125  | 65,174  | 58,288  | 71,377  | 54,770  | 32,791  | 43,351  | 42,329  |
| Сеат толедо               | 42,325  | 105,818 | 59,480  | 47,645  | 39,503  | 36,026  | 38,962  | 20,600  | 8,613   | 4,744   | 5,484   | 571     | —       | —       |
| Сеат ексео                | —       | —       | —       | —       | —       | —       | —       | —       | —       | —       | 369     | 22,981  | 23,108  | 19,559  |
| Сеат алхамбра             | 21,300  | 27,440  | 23,924  | 26,524  | 26,308  | 23,693  | 21,580  | 14,902  | 14,352  | 14,242  | 10,282  | 6,215   | 10,023  | 18,139  |
| Укупна годишња производња | 418,758 | 519,681 | 523,756 | 476,808 | 450,682 | 460,046 | 458,460 | 405,019 | 422,670 | 412,946 | 380,575 | 307,502 | 349,000 | 353,936 |